# Begijnekerk
De Begijnekerk was een kerkgebouw in het centrum van de Nederlandse stad Utrecht.
De kerk aan de Breedstraat 40 is ontstaan met de aankoop in 1849 van een bestaand herenhuis dat werd bestemd voor de Christelijke Afgescheiden Gemeente. De opening vond na verbouwing of herbouw plaats in 1854. Het kerkgebouw werd vernoemd naar het verdwenen Begijnhof dat hier in eerdere tijden had gelegen.
In of kort na 1875 is de gevelpartij aan de Breedstraat gewijzigd. In 1892 fuseerde de Afgescheiden gemeente met de Dolerenden, waarna de kerk overging naar de Gereformeerde Kerk. In de 19e eeuw telde het kerkgebouw 550 zitplaatsen. Bij een bijzondere gebeurtenis kon de te verwachten toeloop een veelvoud zijn van het aantal zitplaatsen zoals in 1866 bij een gebedsbijeenkomst die tot doel had een lokale cholera-epidemie te bezweren.
Begin 20e eeuw werd nog overwogen het kerkgebouw te verkopen. Na de keuze tot behoud is onder meer een aanbouw toegevoegd in 1908. Onderwijl steeg het inwoneraantal van Utrecht snel en verrezen nieuwe wijken buiten het centrum. Het centrum kreeg daarin te maken met een sterk teruglopend aantal inwoners. In de jaren 1930 viel het besluit de Begijnekerk af te stoten en opende de Gereformeerde Kerk ter vervanging de Tuindorpkerk in de nieuwe wijk Tuindorp. Hierin speelde mee dat de Westerkerk op enkele honderden meters afstand lag voor de kerkgangers van de Begijnekerk. In 1937 vond de laatste kerkdienst plaats in de Begijnekerk. Het gebouw werd rond die tijd verkocht aan een drukkerij in de Breedstraat waarna het (onder meer) fungeerde als papieropslag. In 1939 is de Begijnekerk gesloopt door uitbreiding van de drukkerij met nieuwbouw.
Historische kerkgebouwen:
Sint-Augustinuskerk · Buurkerk · Sint-Catharinakathedraal · Domkerk · Doopsgezinde kerk · Geertekerk · Jacobikerk · Jacobuskerk · Janskerk · Kerkenkruis · Lutherse Kerk · Mariakerk · Maria Minor · Nicolaïkerk · Pieterskerk · Sint-Gertrudiskathedraal · Sint-Martinuskerk · Sint-Salvatorkerk · Sint-Willibrordkerk · Westerkerk

Overige kerkgebouwen:
Adventkerk · Bethelkerk · Blijde Boodschapkerk · Gerardus Majellakerk · Heilig Hartkerk · Holy Trinity Church · H. Johannes de Doper en H. Bernarduskerk · Johanneskerk · Mattheüskerk · Nieuwe Kerk · Sint-Aloysiuskerk ·Sint-Antoniuskerk · Sint-Dominicuskerk · Sint-Gertrudiskerk · Sint-Jacobuskerk · Sint-Josephkerk · Sint-Rafaëlkerk · Stefanuskerk · Tuindorpkerk · Wederkomst des Herenkerk · Wilhelminakerk · Willem de Zwijgerkerk

Deels gesloopte kerken:
Oranjekerk

Gesloopte kerken:
Christus Koningkerk · Begijnekerk · Heilig Kruiskapel · Johannes de Doperkerk  · Julianakerk · Lucaskerk · Onze-Lieve-Vrouw-van-Goede-Raadkerk · 
Onze-Lieve-Vrouw-ten-Hemelopnemingkerk · Oosterkerk · Sint-Bernarduskerk · Sint-Dominicuskerk (Walsteegkerk) · Sint-Ludgeruskerk · Sint-Monicakerk · Sint-Nicolaaskerk · Sint-Pauluskerk · Sint-Salvatorkerk · Vaartkerk · Zuiderkerk

Voormalige kerken:
Emmaüskerk · Noorderkerk · Leeuwenbergkerk · Sint-Isidoruskerk

Lijst van kerken in Utrecht